# 克拉斯拉瓦區
克拉斯拉瓦區（Krāslavas rajons）是拉脫維亞東南部的一個已废置的區份。面積2,285平方公里。人口36,836人。区府克拉斯拉瓦。下分2市1鎮23村。
拉脫維亞於2009年撤销了所有的区份，并改制为市镇。